# Bittium simplex
Bittium simplex is een slakkensoort uit de familie van de Cerithiidae. De wetenschappelijke naam van de soort is voor het eerst geldig gepubliceerd in 1867 door Jeffreys.